# Strasbourg IG
Strasbourg Illkirch-Graffenstaden Basket, mais conhecido como SIG ou Strasbourg IG é um clube profissional de basquete francês, com sede na comuna de Illkirch-Graffenstaden dentro da Metrópole de Estrasburgo, fundado em 1929 que compete na Liga Francesa e na Liga dos Campeões. Disputa suas partidas no pavilhão Rhenus Sport, com capacidade para 6.200 pessoas.

## História
O clube foi fundado em 1928, enquanto a secção de basquete nascia um ano mais tarde. Em 1994 conseguia a ascensão à Pró A, a primeira divisão francesa, conseguindo seu maior sucesso em 2005, ao conquistar o título da liga.

## Histórico de Temporadas
| Temporada | Nível | Liga  | Pos. | J     | PL  | Resultado         | Copa doméstica     | Competições Europeias  |
| --------- | ----- | ----- | ---- | ----- | --- | ----------------- | ------------------ | ---------------------- |
| 2004-05   | 1     | ProA  | 3    | 24-10 | 3-2 | Campeão           | Copa da França SF  | —                      |
| 2005-06   | 1     | ProA  | 3    | 24-10 | 3-3 | Semifinais        | Copa da França OF  | —                      |
| 2006-07   | 1     | ProA  | 4    | 22-12 | 0-2 | Quartas de finais | Copa da França QF  | —                      |
| 2007-08   | 1     | ProA  | 12   | 12-18 |     |                   | Copa da França OF  | 2 Copa ULEB TR         |
| 2008-09   | 1     | ProA  | 8    | 16-14 | 1-2 | Quartas de finais | Copa da França SF  | —                      |
| 2009-10   | 1     | ProA  | 14   | 10-20 |     |                   | Copa da França OF  | 3 EuroChallenge TR     |
| 2010-11   | 1     | ProA  | 11   | 12-18 |     |                   | Copa da França 2ªF | —                      |
| 2011-12   | 1     | ProA  | 10   | 14-16 |     |                   | Copa da França OF  | —                      |
| 2012-13   | 1     | ProA  | 2    | 18-12 | 5-3 | Finalista         | Copa da França QF  | —                      |
| 2013-14   | 1     | ProA  | 1    | 20-10 | 5-6 | Finalista         | Copa da França 2ªF | 1 EuroLiga TR          |
| 2013-14   | 1     | ProA  | 1    | 20-10 | 5-6 | Finalista         | Copa da França 2ªF | 2 EuroCopa 2ªF         |
| 2014-15   | 1     | ProA  | 1    | 30-4  | 6-4 | Finalista         | Copa da França OF  | 2 EuroCopa 2ªF         |
| 2015-16   | 1     | ProA  | 2    | 25-9  | 7-3 | Finalista         | Copa da França OF  | 1 EuroLiga TR          |
| 2015-16   | 1     | ProA  | 2    | 25-9  | 7-3 | Finalista         | Copa da França OF  | 2 EuroCopa F           |
| 2016-17   | 1     | ProA  | 4    | 23-11 | 8-6 | Finalista         | Copa da França OF  | 3 Liga dos Campeões PC |
| 2017-18   | 1     | ProA  | 2    | 24-10 | 4-3 | Semifinalista     | Copa da França     | 3 Liga dos Campeões QF |
| 2018-19   | 1     | Élite | 6    | 20-14 | 0-2 | Quartas de finais | Copa da França     | 3 Liga dos Campeões TR |

fonte:eurobasket.com

## Elenco 2014-2015
| Número | Nome                   | Data nac. | Altura | Nacionalidade   | Posição  |
| 6      | Axel Toupane           | 1992      | 2 m 00 | França          | Ala      |
| 9      | Jérémy Leloup          | 1987      | 2 m 02 | França          | Ala-Pivô |
| 10     | Paul Lacombe           | 1990      | 1 m 95 | França          | Armador  |
| 13     | Louis Campbell         | 1979      | 1 m 90 | Estados Unidos  | Ala      |
| 15     | Romain Duport          | 1986      | 2 m 15 | França          | Pivô     |
| 16     | Antony Labanca         | 1985      | 1 m 91 | França          | Ala      |
| 17     | Frank Ntilikina        | 1998      | 1 m 88 | França          | Pivô     |
| 18     | Cédric Bah             | 1994      | 1 m 98 | Costa do Marfim | Ala      |
| 19     | Xavier-Robert François | 1994      | 2 m 04 | Bélgica         | Pivô     |
| 21     | Bangaly Fofana         | 1989      | 2 m 13 | França          | Pivô     |
| 32     | Anthony Dobbins        | 1981      | 1 m 98 | Estados Unidos  | Armador  |
| 33     | Tadija Dragićević      | 1986      | 2 m 05 | Sérvia          | Ala-Pivô |
| 54     | Matt Howard            | 1989      | 2 m 03 | Estados Unidos  | Ala-Pivô |

## Títulos
- Campeão da Liga : 2005
- Campeão da Pró-B (2ª Divisão) : 1999
- Finalista da Copa de basquete da França : 1994 e 1999
- Finalista da Liga  : 2013